# Rigor mortis (pel·lícula)
Rigor mortis és una pel·lícula espanyola de thriller ambientada a Bilbao, escrita, dirigida i produïda per Koldo Azkarreta el 1997.

## Argument
Quatre individus han robat un banc. Un d'ells decideix denunciar als altres i agafar els diners confiscats i, mentre espera la policia en una vil·la, és assassinat per un assassí contractat pels altres quatre com a venjança.

## Actors
- Imanol Arias: L'assassí
- Carlos Sobera: inspector de policia
- Nacho Marcos: Policia 1
- Iñaki García: policia 2
- Ales Furundarena: assalariat
- Paco Obregón: segrestador
- Paco Hernando: lladre
- Javier Merino: voyeur
- Guillermo Montero: segrestador

## Producció
La idea del guió la va tenir amb el futur presentador de televisió Carlos Sobera després de mantenir una conversa amb el metge forense, que els va dir que matar de veritat era força lent i complicat. Els interiors foren rodats a un xalet de Loiu entre juny i juliol de 1996 amb actors locals i un pressupost de 100 milions de pessetes,

## Recepció
Fou exhibida a la secció Zabaltegi del Festival Internacional de Cinema de Sant Sebastià 1996.